# Larniet
Het mineraal larniet is een calcium-silicaat met de chemische formule Ca2SiO4. Het behoort tot de nesosilicaten.

## Eigenschappen
Het doorschijnend tot doorzichtig kleurloze of grijze larniet heeft een glasglans, een witte streepkleur en een goede splijting volgens het kristalvlak [100]. De gemiddelde dichtheid is 3,28 en de hardheid is 6. Het kristalstelsel is monoklien en het mineraal is niet radioactief.

## Naamgeving
Het mineraal larniet is genoemd naar de Ierse plaats Larne, waar het voor het eerst beschreven werd.

## Voorkomen
Het mineraal larniet komt met name voor in contactmetamorfe kalksteen. De typelocatie is Scawt Hill, vlak bij Larne, Antrim, Ierland. Het wordt ook gevonden in Darwin, Inyo county, Californië, Verenigde Staten.